# 凱恩賓館
凱恩賓館是上海市的一座歷史建築，位於香港路117號。凱恩賓館開業於1994年，其建築被列入上海市第五批優秀歷史建築名單。